# Pilot Mountain
Pilot Mountain és una població dels Estats Units a l'estat de Carolina del Nord. Segons el cens del 2000 tenia 1.281 habitants.

## Demografia
Segons el cens del 2000, Pilot Mountain tenia 1.281 habitants, 585 habitatges i 363 famílies. La densitat de població era de 285,9 habitants per km².
Dels 585 habitatges en un 25,5% hi vivien nens de menys de 18 anys, en un 45,3% hi vivien parelles casades, en un 14,7% dones solteres, i en un 37,8% no eren unitats familiars. En el 34,5% dels habitatges hi vivien persones soles el 15,7% de les quals corresponia a persones de 65 anys o més que vivien soles. El nombre mitjà de persones vivint en cada habitatge era de 2,19 i el nombre mitjà de persones que vivien en cada família era de 2,81.
Per edats la població es repartia de la següent manera: un 22,5% tenia menys de 18 anys, un 7,3% entre 18 i 24, un 27,3% entre 25 i 44, un 23,7% de 45 a 60 i un 19,2% 65 anys o més.
L'edat mediana era de 40 anys. Per cada 100 dones de 18 o més anys hi havia 75,4 homes.
La renda mediana per habitatge era de 33.529 $ i la renda mediana per família de 42.279 $. Els homes tenien una renda mediana de 31.522 $ mentre que les dones 21.250 $. La renda per capita de la població era de 18.526 $. Entorn de l'11,9% de les famílies i el 15,5% de la població estaven per davall del llindar de pobresa.

## Poblacions més properes
El següent diagrama mostra les poblacions més properes.